# Bardko

Dwa wykonania bardka:
A) - metalowe
B) - w całości drewniane

Bardko – proste urządzenie do tworzenia przesmyku. Wykonane z cienkich listewek drewnianych lub twardej skóry, służy obecnie wytwórcom ludowym do produkcji pewnego rodzaju pasmanterii ozdobnej, tzw. krajek. 
Bardko to ramka z cienkich listewek drewnianych, twardej, wyprawionej na pergamin skóry, lub wąskich płaskowników metalowych umieszczonych w dwóch podłużnych i nieco grubszych listwach. Listewki umieszczone są równolegle w pewnej odległości (ok. 1,5-2 mm) od siebie, tworząc szczeliny. W połowie długości każdej listewki wywiercony jest otworek o średnicy ok. 2 mm. Istnieją też prostsze rozwiązania bardka w postaci płytki, w której wykonano na przemian otworki i szczeliny. Nitki osnowy rozpiętej poziomo na ramie przewleka się przez bardko w następującej kolejności: nieparzyste do szczelin, parzyste do otworków, lub odwrotnie. Podniesienie bardka do góry tworzy przesmyk górny, w który wprowadza się wątek, po opuszczeniu bardka w dół tworzy się przesmyk dolny i wprowadza kolejny wątek. Powtarzanie tych czynności powoduje powstawanie kolejnych elementów tkaniny (krajki) o splocie płóciennym. 
Efekty dekoracyjne w tkaninach (krajkach) wykonanych tą techniką są możliwe tylko dzięki zastosowaniu kolorowej przędzy na osnowę i wątek. 
Efekty splotowe i kolorystyczne możliwe są do uzyskania przy wykorzystaniu techniki tkactwa tabliczkowego.